# Edelweiss (vonat)

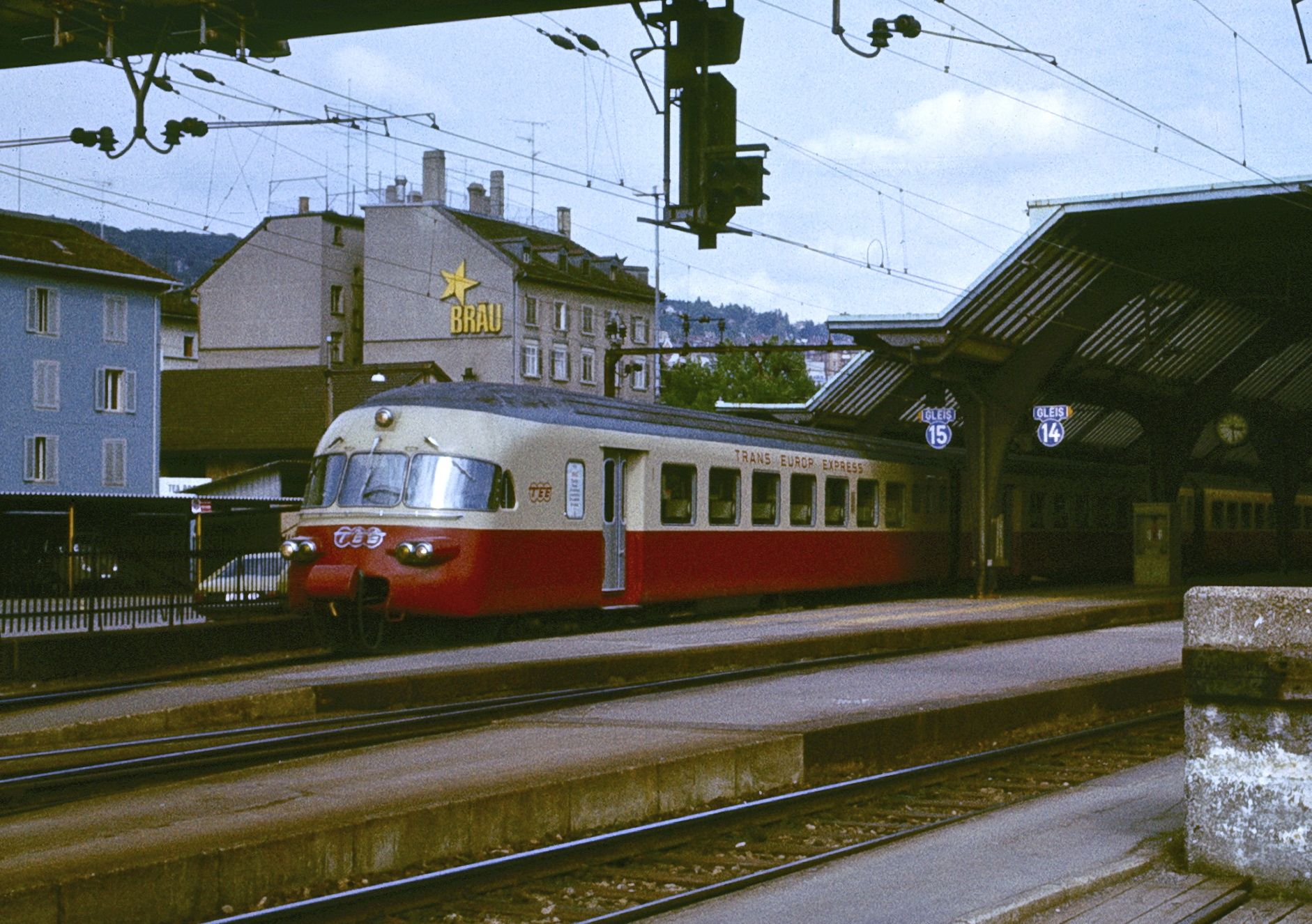
Egy SBB RAe mint TEE Iris 1979-ben Zürich Hauptbahnhofon

Az Edelweiss egy nemzetközi gyorsvonat volt, melyet eredetileg a CIWL üzemeltetett Hollandia és Svájc között, Belgiumon, Luxemburgon és Franciaországon keresztül. Nevét a Havasi gyopár (latinul: Leontopodium alpinum, németül: Edelweiss) nevű alpesi virágról kapta, mely alpinizmushoz és az Alpokhoz kapcsolódik, és Svájc jelképének számít.
Az Edelweiss a bevezetésétől a második világháború kitöréséig, 1939-ig, a Compagnie Internationale des Wagons-Lits (CIWL) által üzemeltetett luxusvonat volt, amely a hollandiai Amszterdamban található Amsterdam CS és a svájci Luzern állomás között közlekedett.
A háború után az Edelweiss-t újjáélesztették, kezdetben rendes gyorsvonatként a belgiumi Brüsszel és a svájci Bázel SBB között. 1957-ben a vonat az egyik első, kizárólag első osztályú Trans Europ Express (TEE) vonat lett, amelynek déli végállomását Bázelből délkeletre, a svájci Zürichbe helyezték át.
1974-ben az Edelweiss északi végállomását délre, Amszterdamból Brüsszelbe helyezték át. 1979. május 27-én az Edelweiss-t átminősítették két kocsiosztályos expresszvonattá, és 1980. április 6-án a vonat Bázel-Zürich szakaszát megszüntették. 1997. június 1-jén a vonalat újra meghosszabbították Bázeltől Zürichig, de az Edelweiss 1999. május 29-én megszűnt, helyére az EC Jean Monnet lépett, amely csak Brüsszel és Strasbourg között közlekedett az előbbi vonat menetrendjében, Strasbourgtól délre nem.
A két végállomás közötti 1050 km-es távolságot mint TEE járat 9 óra 30 perc alatt tette meg, ami 110 km/h átlagsebességet jelentett.